# Осеола (Нью-Йорк)
Осеола (англ. Osceola) — місто (англ. town) в США, в окрузі Льюїс штату Нью-Йорк. Населення — 243 особи (2020).

## Демографія
Згідно з переписом 2010 року, у місті мешкало 229 осіб у 103 домогосподарствах у складі 60 родин. Було 429 помешкань
Расовий склад населення:
| - 99,6 % — білих |

До двох чи більше рас належало 0,4 %. Частка іспаномовних становила 0,0 % від усіх жителів.
За віковим діапазоном населення розподілялося таким чином: 16,6 % — особи молодші 18 років, 67,7 % — особи у віці 18—64 років, 15,7 % — особи у віці 65 років та старші. Медіана віку мешканця становила 48,8 року. На 100 осіб жіночої статі у місті припадало 106,3 чоловіків;  на 100 жінок у віці від 18 років та старших — 117,0 чоловіків також старших 18 років.
Середній дохід на одне домашнє господарство  становив 60 316 доларів США (медіана — 45 938), а середній дохід на одну сім'ю — 64 793 долари (медіана — 44 583). Медіана доходів становила 41 250 доларів для чоловіків та 29 286 доларів для жінок. За межею бідності перебувало 18,3 % осіб, у тому числі 45,7 % дітей у віці до 18 років та 8,3 % осіб у віці 65 років та старших.
Цивільне працевлаштоване населення становило 110 осіб. Основні галузі зайнятості: освіта, охорона здоров'я та соціальна допомога — 23,6 %, виробництво — 17,3 %, роздрібна торгівля — 16,4 %.